# Grand Prix Formule 1 van Australië 1991
De Grand Prix van Australië Formule 1 van Australië 1991 werd gehouden op 3 november 1991 in Adelaide. Door overvloedige regen moest de race gestopt worden na veertien van de geplande 81 ronden, de race stond daardoor lange tijd te boek als de kortste Formule 1-race ooit, totdat in 2021 de Grand Prix van België dat record overnam.

## Verslag
Voor de race werd Alain Prost door Ferrari ontslagen omwille van de openlijke kritiek op het team. Hierdoor reed Gianni Morbidelli in de Ferrari. Roberto Moreno ging vervolgens voor Minardi rijden. Nelson Piquet reed zijn laatste Formule 1-race. Bertrand Gachot kwam terug en verving Eric Bernard bij Larrousse.
Beide McLarens wisten zich op de eerste startrij te kwalificeren, met daarachter Nigel Mansell en Riccardo Patrese. Nelson Piquet startte voor Michael Schumacher, hij klopte zijn teammaat voor het eerst dit seizoen in de kwalificaties.
De race startte in hevige regen, maar het hele veld kwam deze ronde toch zonder kleerscheuren door. In de derde ronde schoof Gerhard Berger al van de baan, waardoor Nigel Mansell de tweede plaats overnam. Berger kon nog wel doorrijden en bleef derde. Mansell probeerde vervolgens het gat met koploper Ayrton Senna te dichten. Vanaf de vijfde ronde gebeurden er echter veel ongelukken door de zeer natte baan. Hierdoor kon Mansell Senna niet meer inhalen omwille van de vele gele vlaggen. Hij was er wel één keer dicht bij, maar zag op het laatste moment nog een gele vlag die het wrak van Nicola Larini's Modena Lamborghini aanduidde, waardoor hij toch terug achter Senna aansloot.
Pierluigi Martini ging als gevolg van aquaplaning van de baan in de tiende ronde. Intussen had Riccardo Patrese problemen, doordat er brokstukken van een vleugel van een andere wagen onder zijn voorvleugel waren komen vast te zitten. Ook Nigel Mansell kende problemen en spinde in de zestiende ronde, maar kon nog wel doorrijden, net als Stefano Modena. Michele Alboreto moest door een spin in de vijftiende ronde opgeven.
Berger spinde aan het eind van ronde zestien ook van de baan. Senna probeerde aan het einde van de zestiende ronde met gebaren de marshallers ertoe te bewegen de race stop te zetten, iets wat een ronde later ook effectief gebeurde. Aan het eind van deze ronde reed Senna op de eerste plaats, voor Morbidelli, Andrea de Cesaris, Alessandro Zanardi en Modena. De uiteindelijke race-uitslag werd echter opgemaakt aan de hand van het klassement van ronde veertien.
Er waren nog wel pogingen om de race te herstarten, maar door protesten van Senna en Patrese werd dit toch niet gedaan. Koersdirecteur Roland Bruynseraede toonde vervolgens de rode vlag, waarmee de race definitief stopgezet werd. Senna was de winnaar van de race, voor Mansell en Berger.
Slechts de helft van de punten die normaal worden toegekend werden aan de rijders toebedeeld.

## Uitslag
| Positie | Nummer | Rijder             | Team                          | Ronden | Tijd/Opgave | Startplaats | Punten |
| ------- | ------ | ------------------ | ----------------------------- | ------ | ----------- | ----------- | ------ |
| 1       | 1      | Ayrton Senna       | McLaren-Honda                 | 14     | 24:34.899   | 1           | 5      |
| 2       | 5      | Nigel Mansell      | Williams-Renault              | 14     | + 1.259     | 3           | 3      |
| 3       | 2      | Gerhard Berger     | McLaren-Honda                 | 14     | + 5.120     | 2           | 2      |
| 4       | 20     | Nelson Piquet      | Benetton-Ford                 | 14     | + 30.103    | 5           | 1½     |
| 5       | 6      | Riccardo Patrese   | Williams-Renault              | 14     | + 50.537    | 4           | 1      |
| 6       | 27     | Gianni Morbidelli  | Ferrari                       | 14     | + 51.069    | 8           | ½      |
| 7       | 21     | Emanuele Pirro     | Dallara-Judd                  | 14     | + 52.361    | 13          |        |
| 8       | 33     | Andrea de Cesaris  | Jordan-Ford                   | 14     | + 1:00.431  | 12          |        |
| 9       | 32     | Alessandro Zanardi | Jordan-Ford                   | 14     | + 1:15.567  | 16          |        |
| 10      | 4      | Stefano Modena     | Tyrrell-Honda                 | 14     | + 1:20.370  | 9           |        |
| 11      | 12     | Johnny Herbert     | Lotus-Judd                    | 14     | + 1:22.073  | 21          |        |
| 12      | 22     | Jyrki Järvilehto   | Dallara-Judd                  | 14     | + 1:38.519  | 11          |        |
| 13      | 9      | Michele Alboreto   | Arrows-Ford                   | 14     | + 1:39.303  | 15          |        |
| 14      | 15     | Mauricio Gugelmin  | Leyton House-Ilmor            | 13     | + 1 Ronde   | 14          |        |
| 15      | 10     | Alex Caffi         | Arrows-Ford                   | 13     | + 1 Ronde   | 23          |        |
| 16      | 24     | Roberto Moreno     | Minardi-Ferrari               | 13     | + 1 Ronde   | 18          |        |
| 17      | 8      | Mark Blundell      | Brabham-Yamaha                | 13     | + 1 Ronde   | 17          |        |
| 18      | 26     | Érik Comas         | Ligier-Lamborghini            | 13     | + 1 Ronde   | 22          |        |
| 19      | 11     | Mika Häkkinen      | Lotus-Judd                    | 13     | + 2 Rondes  | 25          |        |
| 20      | 16     | Karl Wendlinger    | Leyton House-Ilmor            | 12     | + 2 Rondes  | 26          |        |
| NF      | 23     | Pierluigi Martini  | Minardi-Ferrari               | 8      | Spin        | 10          |        |
| NF      | 19     | Michael Schumacher | Benetton-Ford                 | 5      | Spin        | 6           |        |
| NF      | 28     | Jean Alesi         | Ferrari                       | 5      | Crash       | 7           |        |
| NF      | 34     | Nicola Larini      | Modena Lamborgini-Lamborghini | 5      | Spin        | 19          |        |
| NF      | 25     | Thierry Boutsen    | Ligier-Lamborghini            | 5      | Crash       | 20          |        |
| NF      | 3      | Satoru Nakajima    | Tyrrell-Honda                 | 4      | Spin        | 24          |        |
| NQ      | 30     | Aguri Suzuki       | Larrousse-Ford                |        |             |             |        |
| NQ      | 7      | Martin Brundle     | Brabham-Yamaha                |        |             |             |        |
| NQ      | 35     | Eric van de Poele  | Modena Lamborgini-Lamborghini |        |             |             |        |
| NQ      | 29     | Bertrand Gachot    | Larrousse-Ford                |        |             |             |        |
| PQ      | 14     | Gabriele Tarquini  | Fondmetal-Ford                |        |             |             |        |
| PQ      | 31     | Naoki Hattori      | Coloni-Ford                   |        |             |             |        |

## Statistieken
| Pole-position | Ayrton Senna   | McLaren-Honda | 1:14.041 |
| Snelste ronde | Gerhard Berger | McLaren-Honda | 1:41.141 |

## Noot
- Dit was de driehonderdste Grand Prix-start voor een Duitse coureur.
- Tweede opeenvolgende en derde wereldtitel in totaal voor Ayrton Senna. Door het succesvol verdedigen van zijn titel evenaarde Senna Alberto Ascari (1953), Juan Manuel Fangio (1955, 1956, 1957), Jack Brabham (1960), en Alain Prost (1986). Door zijn derde wereldtitel te winnen evenaarde hij het record van Juan Manuel Fangio (1955), Jack Brabham (1966), Jackie Stewart (1973), Niki Lauda (1984) en Alain Prost (1989). Dit was tevens de achtste (en per 2025 de laatste) wereldtitel voor een Braziliaanse coureur.
- Dit was het 24ste opeenvolgende Grand Prix-weekend dat Ayrton Senna de leider van het klassement was en hiermee evenaarde hij het record van Niki Lauda, gevestigd tijdens de Grote Prijs van de Verenigde Staten van 1976.

1949 · 1985 · 1986 · 1987 · 1988 · 1989 · 1990 · 1991 · 1992 · 1993 · 1994 · 1995 · 1996 · 1997 · 1998 · 1999 · 2000 · 2001 · 2002 · 2003 · 2004 · 2005 · 2006 · 2007 · 2008 · 2009 · 2010 · 2011 · 2012 · 2013 · 2014 · 2015 · 2016 · 2017 · 2018 · 2019 · 2020 · 2021 · 2022 · 2023 · 2024 · 2025